# MG F
MG F je sportovní roadster značky MG s motorem uprostřed a pohonem zadních kol, vyráběný automobilkou Rover Group a následně MG Rover Group v letech 1995–2002, kdy byl nahrazen modelem MG TF. Ten byl poté vyráběn do roku 2005 a po kolapsu MG Rover pak čínskou automobilkou Nanjing Automobile v letech 2007–2011.

## Historie
MG F byl první nový model anglické značky MG od dob modelu MG B, který byl vyráběn v letech 1962–1980. V roce 1992 společnost opět zahájila výrobu vozu MG B jako limitovanou edici RV8 a pozitivní reakce vedla společnost k vývoji MG F. Automobil představila společnost Rover Group vlastněná nově společností BMW 8. března 1995 a do prodeje se dostal v září téhož roku s 1.8litrovým motorem K-Series o výkonu 120 koní. Později se přidala verze VVC se 142 koňmi. Automobil má motor uložený uprostřed a poháněná zadní kola, proto byl velmi populární a získal skvělé ocenění za vynikající jízdu a ovladatelnost. Zajímavostí na voze je systém odpružení Hydragas. Vůz byl dodáván s levostranným nebo pravostranným (pro domácí trh Velké Británie) řízením. Střecha byla k dispozici pouze látková, manuálně ovládaná. Za příplatek bylo možné pořídit pevnou střechu tzv. Hardtop s vyhřívaným zadním oknem. Celkem se podle zdrojů vyrobilo přes 77 tisíc vozů.
MG F se nadále prodávalo i přesto, že BMW prodala veškerá aktiva původního Rover Group britskému konsorciu Phoenix Venture Holdings. Značka Mini zůstala společnosti BMW, značku Land Rover získal Ford a značky Rover a MG byly nadále vyráběny pod společností MG Rover Group, přičemž obchodní značka Rover byla MG Rover pouze pronajímána. Poslední kusy sjely z výrobní linky na jaře 2002, kdy MG F nahradil model MG TF.
V roce 2001 byla představena automatická, šestistupňová převodovka (CVT) s názvem Steptronic. Převodové stupně bylo možné volit buď řadíci pákou nebo tlačítky na volantu jako u vozů F1. Ovšem tato převodovka byla k dispozici pouze se základním motorem 1.8 litru 88 kW. Údaje o výkonu jsou obecně nižší než standardní manuální verze i když jeho majitelé tvrdí, že auto je reálně minimálně stejně rychlé.

## Hydragas
Zajímavostí modelu MG F je kapalinovo–plynové odpružení Hydragas, které bylo už v minulosti využíváno u britských vozů. Skládá se z měchu napuštěným stlačeným dusíkem v horní části a kapalinou Hydragas ve spodní části. Obě části jsou propojené membránou. Měchy jsou u každého kola a na každé straně jsou propojeny. Kapalina by se měla každoročně doplňovat, jinak vůz ztrácí světlou výšku a zhorší se jízdní vlastnosti. V modelu MG TF už se tento systém nenachází.

## Motory
Nejčastěji můžeme narazit na základní šestnáctiventilový motor K-Series o objemu 1.8 litru s výkonem 88 kW (118 koní). Dále byl osazován motor K-Series 1.8 litru VVC o výkonu 107 kW (142 koní). V roce 2000 přišel nejslabší motor o objemu 1.6 litru a výkonu 82 kW (110 koní). Automobilů s tímto motorem se ovšem vyrobilo pouze 1396 kusů, byl také spojen s minimální výbavou vozu. V roce 2001 přichází nejsilnější motor 1.8 litru VVC o výkonu 118 kW (160 koní), dodávaný pouze ve verzi Trophy 160. Stejný motor můžeme najít v MG ZR 160.
| Model            | Typ motoru     | Výkon         | Točivý moment | 0–100 km/h | Nejvyšší rychlost |
| ---------------- | -------------- | ------------- | ------------- | ---------- | ----------------- |
| 1.6              | 16K4F 1.6 L I4 | 82 kW/111 hp  | 145 Nm        | 9,9 s      | 187 km/h          |
| 1.8              | 18K4F 1.8 L I4 | 88 kW/120 hp  | 166 Nm        | 9,2 s      | 193 km/h          |
| 1.8 Steptronic   | 18K4F 1.8 L I4 | 88kW/120hp    | 145 Nm        | 9,2 s      | 189 km/h          |
| 1.8 VVC          | 18K4F 1.8 L I4 | 107 kW/146 hp | 174 Nm        | 7,6 s      | 212 km/h          |
| 1.8 VVC (Trophy) | 18K4F 1.8 L I4 | 118 kW/160 hp | 174 Nm        | 7,5 s      | 220 km/h          |

## Limitované edice

### Abingdon LE
První limitovaná edice byla uvedena na trh na jaře 1998. Bylo možné volit základní motor 1.8 litru nebo výkonnější variantu s VVC. Verze obsahovala sedačky a doplňky v béžové kůži, béžovou střechu a jedinečnou tmavě zelenou barvu Brooklands Green. Mezi další kosmetické doplňky patří chromovaný popelník v interiéru a chromované vnější rukojeti dveří. Standardem byly také poprvé představená 16“ kola Abingdon, která se brzy objevila na seznamu voleb pro všechny MG F.

### 75LE
Limitovaná edice představená v březnu 1999 jako oslavný model k 75. výročí založení automobilky MG (1924–1999). Bylo vyrobeno 2000 kusů, kdy každý vůz měl v interiéru mezi sedačkami logo s výrobním číslem. Na předních blatnících bylo logo MG 1924–1999. Specifikace tohoto modelu je podobná jako verze Abingdon, bylo možné vybrat tmavě černou barvu s červenou střechou a koženým interiérem (382 kusů). Tmavě vínovou barvu s černou střechou a červeným koženým interiérem (373 kusů) a stříbrnou barvu s červenou střechou a červeným koženým interiérem (1245 kusů). Zajímavostí je, že stříbrná barva byla nabízena jen na některých trzích, ale ne ve Velké Británii. Součástí byly i chromované doplňky interiéru a exteriéru jako u verze Abingdon. Model 75LE také přišlel s 16“ koly Multispoke design a bylo možné opět volit mezi základním 1.8litrovým motorem a silnějším VVC.

### MY2000
Na podzim roku 1999 došlo k uvedení modelu MGF “Model Year (MY) 2000“, známé taky jako MK2. Kosmetických změn bylo málo, jedinými vnějšími změnami bylo obložení čelního skla v barvě karoserie a změna barvy blinkrů z oranžové na kouřově čiré. V interiéru byly změny více patrné, přepracovaná středová konzole, digitální palubní počítač, výplně ve dveřích jsou nyní ze dvou částí a zdokonalená audio soustava se 6 strereo-reproduktory s dvojicí reproduktorů za hlavami cestujících. Nově je také vůz vybaven lepšími sedadly s bočním vedením, výškově nastavitelným volantem a jsou také k dispozici elektricky ovládaná zrcátka, která jsou kromě verze s motorem 1.6i v základní výbavě každého MGF MK2. Je k dispozici také 9 nových barev.

### Silverstone LE
V podstatě jde o MGF MY2000 dostupné ve třech barvách – British Racing Green, Platinum Silver a Anthracite Metallic. Specifikací byl interiér byl v kombinaci dřeva a kůže, chromované doplňky, větrná clona, přední mlhovky a vylepšený výfukový systém. Údajně bylo vyrobeno pouze 100 kusů a verze byla dostupná pouze pro švýcarský trh.

### Wedgewood SE
V létě 2000 první představená limitovaná edice MGF po faceliftu. V návaznosti na starší limitované, úspěšné edice se vůz dodává v jedinečné barvě MG Wedgwood Blue. Další specifikace jsou kožené sedačky, CD přehrávač, chromové interiérové a exteriérové doplňky a 16“ Multispoke kola. Verze má také zadní spoiler v barvě karoserie a je to první MGF, které je spoilerem standardně vybaveno.

### Trophy 160
Nejvýkonnější verze s motorem 1.8 litru VVC (118 kW) představená v květnu 2001. Specifikace obsahuje snížené a tužší zavěšení, větší 304 mm větrané kotouče a červené třmeny. Vůz byl vybaven standardně i zadním spoilerem v barvě karoserie a měl vylepšený přední nárazník. Mezi další novinky patří nové barvy – Trophy Yellow a Trophy Blue, nový styl 16“ kol a nové přední světlomety. V interiéru lze najít středovou konzolu, volant a dveřní výplně v barvě karoserie. Bylo vyrobeno 1430 vozů dohromady ve čtyřech barvách. Mimo nejznámější Trophy Yellow a Trophy Blue ještě Anthracite Metallic a Solar red. Verze Trophy vznikla ještě v limitované verzi pro Nizozemsko (55 kusů) a Belgii (24 kusů). Obě verze měly v interiéru chromovaný popelník s nápisem Trophy 160 a výrobním číslem.

### 1.6
V květnu 2001 se dostala do prodeje současně s nejvýkonnější verzí Trophy 160 i nejslabší verze s motorem o objemu 1.6 litru 82 kW. Vůz byl nejlevnější verzí MGF bez výbavy jako konkurence pro Mazdu MX-5 1.6 litru nebo Fiat Barchetta Lido. Vůz neměl centrální zamykání, alarm ani rádio. Jako jediná verze MK2 měla manuálně ovládaná zrcátka, a to pouze v černém plastovém provedení stejně jako kliky dveří. Ostatní vozy měly vždy kliky i zrcátka v barvě karosérie.

### Freestyle
Na podzim roku 2001 přišla poslední limitovaná verze MGF před nástupcem MG TF. Byla k dispozici pro verze 1.8i, 1.8i Stepspeed a 1.8i VVC. Model měl 16“ kola, zadní a přední spoiler (jako model Trophy 160), černá kožená sedadla, vylepšený výfukový systém a znak Freestyle na zadní části vozu. Vůz byl nabízen v barvě Solar Red, Anthracite Metallic, Platinum Silver, Tahiti Blue a British Racing Green.

## Výbava a cena
V základní výbavě u modelu 1.8i (88 kW) byla elektricky stahovatelná okna, airbag řidiče, imobilizér, alarm a posilovač řízení. Za příplatek bylo možné pořídit třeba systém ABS za 870 eur (u verze VVC v základní výbavě), airbag pro spolujezce (395 eur), kožené čalounění (1345 eur), metalízu (475 eur), klimatizaci (1739eur), chromované mřížky chlazení (165eur), zadní spoiler v barvě karosérie (487eur), vylepšené koncovky výfuku (138 eur), dřevěné obložení interiéru (342 eur), pevnou střechu tzv. Hardtop (1778 eur) nebo třeba sportovní hlavici řadicí páky značky MOMO (66 eur). Dále bylo možné volit mezi látkovými, polokoženými nebo koženými sedadly v různých odstínech. Ceny jsou dle německých dobových prospektů a mohli se u různých verzí lišit.

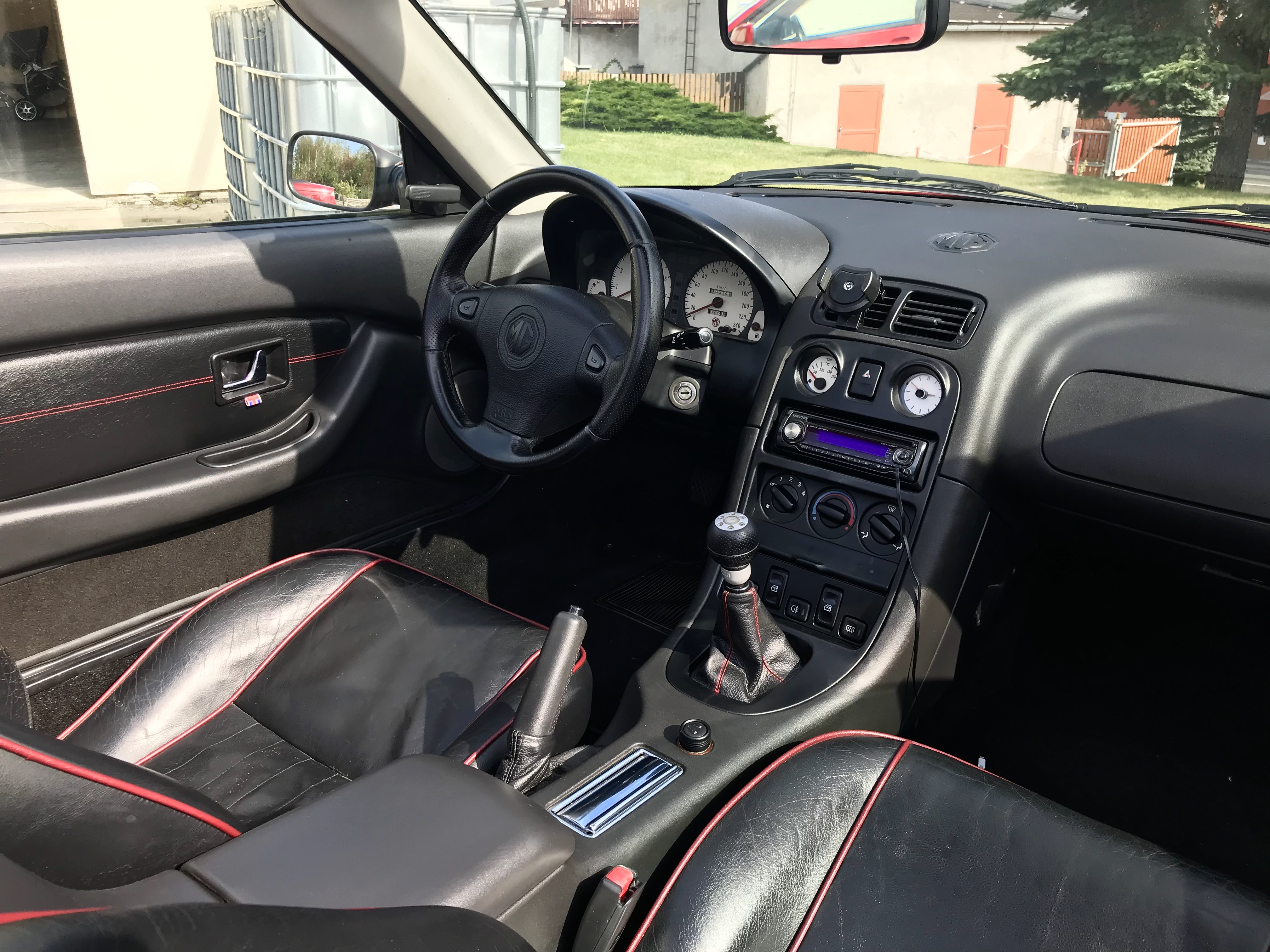
Interiér MK1

Za celou dobu výroby bylo k dispozici 8 různých druhů hliníkových disků o velikosti 15“ a 16“ palců. První tři roky výroby do příchodu verze Abingdon byly k dispozici pouze 2 druhy 15“ disků. Rozteč disků u vozu MG F je 4x95,25. (stejnou rozteč mají pouze vozy Rover 100, Rover Metro, MG a Austin Maestro a vozy Lotus)
Vůz byl nabízen celkem ve 26 barvách přičemž nejčastější byla stříbrná a tmavě zelená. V prvních rocích výroby bylo dostupných pouze 9 barev – Flame Red, White Diamond, British Racing Green, Anthracite, Platinum Silver, Nightfire Red, Tahiti Blue, Amaranth a Volcano.
V roce 1997 se dalo základní MG F v České republice zakoupit za 938.300 Kč, verze VVC vyšla na 1.091.200 Kč, klimatizace se dala pořídit za příplatek 53.130 Kč, systém ABS vyšel na 45.210 Kč.

## Nástupce - MG TF
V únoru 2002 přišel nástupce MG TF pojmenovaný podle MG TF Midget z padesátých let. Vůz dostal například přepracované nárazníky, masku chladiče, světlomety nebo boční nasávání vzduchu. Nový model také upustil od systému odpružení Hydragas. Interiér zůstal stejný jako MG F MK2. Produkce byla zastavena v dubnu 2005 kdy došlo ke krachu společnosti MG Rover Group. Celkem se od roku 2002 do roku 2005 vyrobilo 39.249 vozů, během těchto let byli také k dispozici limitované edice Sprint SE, Cool Blue SE, SunStrom LE, 80th Anniversary LE, Spark SE, Vintage Racing SE (pouze pro Francouzský trh) a 2005 Model Year Update.
V březnu 2007 čínská společnost Nanjing Automobile Group, která koupila zbývající majetek společnosti MG Rover Group během konkurzního řízení znovu zahájila výrobu MG TF v továrně v Nanjingu. V roce 2008 se konečná montáž přesunula zpět do Velké Británie, do továrny v Longbridge, v říjnu 2009 byla ovšem ukončena. Produkce byla obnovena v novém roce, ale konec výroby byl konečně oznámen v březnu 2011 kvůli nedostatku poptávky a problémů s dodávkami komponentů. V Longbridge bylo v rámci čínského vlastnictví vytvořeno celkem 906 TF.